# تاپر (فیلم)
تاپر (به انگلیسی: Topper) فیلمی در ژانر فراطبیعی و کمدی به کارگردانی نورمن زد مک‌لئود و محصول سال ۱۹۳۷ آمریکا می‌باشد. ستارگان این فیلم کنستانس بنت، کری گرانت به همراه رولاند یانگ هستند.